# Vortigern

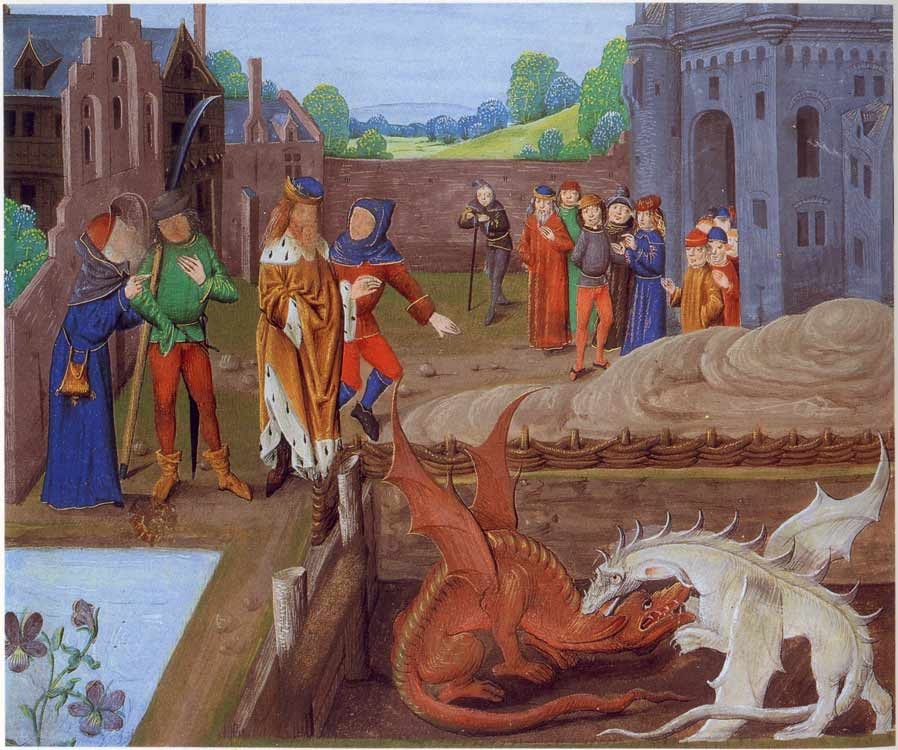
Illumination 15. Jh.th

Vortigern (walisisch: Gwrtheyrn; altenglisch: Wyrtgeorn; bretonisch: Gurthiern; irisch: Foirtchern(n)) war vermutlich ein  romano-britischer Warlord des 5. Jahrhunderts, der einige Zeit nach dem um 407 n. Chr. erfolgten Abzug der Römer aus Britannien im südlichen Teil dieser Insel zu einer besonders mächtigen Stellung gelangte. Es steht aber nicht zweifelsfrei fest, ob er eine reale historische Persönlichkeit war, denn die ihn betreffende Quellenlage stellt sich als unzuverlässig und dürftig dar. Die heute verwendete Namensform Vortigern kommt in den Quellen nicht vor.
Wahrscheinlich ist Vortigern mit dem superbus tyrannus („hochmütigen Tyrannen/Usurpator“) identisch, der vom etwa ein Jahrhundert nach den Ereignissen schreibenden Gildas erwähnt wird. Demnach soll er Sachsen eingeladen haben, als Foederaten nach Britannien zu kommen, um bei der Abwehr von Einfällen nördlicher Völker zu helfen. Später hätten die Sachsen aber revoltiert und das Land geplündert. Dies soll der Beginn der angelsächsischen Eroberung Britanniens gewesen sein. Der älteste Autor, der sicher Vortigerns Name erwähnt, ist Beda Venerabilis. Wesentlich mehr Details über Vortigern liefert erst eine Quelle des 9. Jahrhunderts, die Nennius zugeschriebene Historia Brittonum, doch sind ihre Berichte größtenteils als Legende anzusehen. Weitere angebliche Fakten über Vortigern erzählt die im späten 9. Jahrhundert niedergeschriebene Angelsächsische Chronik. Noch breiter legendär ausgemalt als in der Historia Brittonum ist der Bericht des Geoffrey von Monmouth in seiner um 1136 verfassten Historia regum Britanniae, der das spätere Bild Vortigerns maßgeblich prägte.

## Historischer Kontext
Im ersten Jahrzehnt des 5. Jahrhunderts zogen die letzten römischen Truppen aus Britannien ab. Die Romano-Briten sahen aber ihr Reich schon seit längerer Zeit durch Einfälle der Skoten von Westen (Irland), der Pikten von Norden (Schottland) und von als Sachsen bezeichneten Piratenscharen vom Südosten her bedroht. Sie bemühten sich mehrmals vergeblich um römische Hilfe; laut Zosimos riet ihnen schon Kaiser Honorius im Jahr 410, ihre Verteidigung selbst zu organisieren. In der Folge brach allmählich die römische Verwaltung zusammen, an deren Stelle lokale Machthaber (Warlords) traten, die in ihren jeweiligen Herrschaftsgebieten die Ordnung aufrechtzuerhalten und Widerstand gegen Eindringlinge zu leisten suchten.
Anscheinend erlangte einer dieser Warlords, Vortigern, eine besonders bedeutende Machtstellung, wie die literarischen Quellen berichten. Nach der Darstellung des Gildas warb dieser Machthaber sächsische Söldner zur Grenzverteidigung an, nachdem ein letztes Hilfsgesuch der civitates Britanniens an den römischen Heermeister Flavius Aëtius während dessen dritten Konsulats (446 n. Chr.) ebenfalls erfolglos geblieben war. Nach Beda Venerabilis kamen die Sachsen, die später revoltierten, im Jahr 449 nach Britannien, was im Einklang mit Gildas’ Bericht steht. Demgegenüber setzt die bei der Historia Brittonum (Kapitel 66) vorliegende walisische Tradition dieses Ereignis ins Jahr 428, das auch das vierte Regierungsjahr Vortigerns gewesen sei. Die bereits im 5. Jahrhundert entstandene anonyme Chronica Gallica von 452 stellt knapp fest, 441 sei die Insel, die seit einer Weile von Unheil heimgesucht worden sei, für die Römer verloren gegangen und an die Sachsen gefallen. 511 vermeldet dann ein weiterer namenloser Chronist, 440 sei Britannien von den Römern aufgegeben worden und unter sächsische Herrschaft gelangt.
Der archäologische Befund legt dagegen nahe, dass die angelsächsische Eroberung Britanniens nicht so rasch vonstattenging, sondern eine relativ lange Zeitspanne benötigte und in mehreren Phasen ablief. Sie dürfte auch nicht, wie von der literarischen Tradition vermittelt, koordiniert unter einem gemeinsamen Oberbefehl stattgefunden haben, sondern es unternahmen wohl verschiedene Gruppen von Eindringlingen lokal begrenzte Vorstöße. Auch werden nicht nur, wie von Beda behauptet, Sachsen, Angeln und Jüten an der Invasion Britanniens teilgenommen haben, sondern u. a. auch Friesen und Skandinavier. Schließlich gab es nach Ausgrabungsergebnissen schon seit Ende des 4. Jahrhunderts eine verstärkte Präsenz von Angehörigen germanischer Stämme in Britannien, so dass der gewaltsamen angelsächsischen Landnahme wohl eine allmähliche friedliche Einwanderung und Ansiedlung von Gruppen von Sachsen u. a. Völkern vorausging.

## Gildas
Der früheste Autor, der wohl die Geschichte von Vortigern erzählt, war in der ersten Hälfte des 6. Jahrhunderts der britische Priester Gildas. Seine eher einen theologischen Traktat als ein Geschichtswerk darstellende Schrift De Excidio et Conquestu Britannae (dt. „Über den Untergang und die Eroberung Britanniens“) bietet aber nur eine ungenügende Informationsbasis, da Gildas weniger einen historischen Bericht der im Titel angekündigten Ereignisse als einen Tadel am Sittenverfall seiner Zeit in Form einer finsteren Bußpredigt liefern wollte. Offenbar erwähnte Gildas nicht Vortigerns Namen (lediglich in zwei späte Handschriften des 12. und 13. Jahrhunderts ist der Name in der Form Uortigerno  bzw. Gurthigerno eingefügt worden), sondern nur einen namenlosen hochmütigen Tyrannen. Er berichtet, wie „alle Ratsmitglieder, zusammen mit dem stolzen Tyrannen“ den Fehler machten, „die stolzen und gottlosen Sachsen“ nach Britannien zu rufen, um als Soldaten der lokalen römisch-britischen Aristokratie zu dienen, denen die römische Hilfe fehlte, um gegen die Pikten zu kämpfen. Gildas macht also nicht allein den Tyrannen für die Anwerbung fremder Söldner verantwortlich. Nach seiner weiteren Darstellung kam eine kleine Gruppe von Sachsen zuerst und wurde „auf der Ostseite der Insel aufgrund der Einladung des Unglücksherrschers“ angesiedelt. Diese kleine Gruppe lud laut Gildas mehr und mehr ihrer Landsleute ein, ihr zu folgen, und die Zahl der Krieger wuchs. Schließlich forderten die Sachsen, dass „ihre monatliche Zuteilung“ erhöht werden solle, und als dies abgelehnt wurde, brachen sie ihren Vertrag und plünderten das Land der Romano-Briten.
Gildas fügt zwei kleine Details hinzu, die nahelegen, dass entweder er oder seine Quelle einen Teil der Geschichte von den Angelsachsen mitgeteilt bekommen hatte. Zum einen: Wenn er die Größe der ersten Sachsengruppe beschreibt, stellt er fest, dass sie in drei „cyulis“ oder „keels“ kamen, „wie sie ihre Kriegsschiffe nennen“ – wohl das erste bekannte englische Wort. Dieses Detail wird kaum aus einer römischen oder keltischen Quelle stammen. Zum anderen behauptet Gildas, dass den Sachsen „durch einen bestimmten Wahrsager unter ihnen prophezeit wurde, dass sie das Land besetzen sollten, zu dem sie 300 Jahre gesegelt seien, um es für die Hälfte der Zeit, 150 Jahre, zu plündern und auszurauben“. Dieses Motiv könnte sowohl eine römische Erfindung sein, da es die Hoffnung ausdrückt, die Herrschaft der Sachsen werde zeitlich begrenzt sein, als auch auf sächsischen Erzählungen beruhen.
Moderne Forscher haben wiederholt verschiedene Details in Gildas’ Bericht diskutiert und versucht, seinen Text genau zu analysieren, um mehr Information zu gewinnen. So bemüht man sich heute stärker als früher, Gildas’ Angaben in den Kontext der weströmischen Geschichte einzuordnen. Wichtig sind dabei unter anderem die Begriffe, die Gildas benutzt, um die Abgaben der Romano-Briten an die Sachsen zu beschreiben („Annona“, „Epimenia“), da es sich um juristische Begriffe aus einem typischen Unterstützungsvertrag (foedus) handelt. Dies war eine gängige spätantike römische Praxis, um Kriegergruppen aus „barbarischen“, also nichtrömischen Völkern gegen die Gewährung von Versorgung als foederati, also Söldnerheere unter eigenen Anführern, anzuwerben. Es ist nicht bekannt, ob Privatpersonen oder einzelne civitates mit ihren Stadträten diese Praxis übernahmen, aber denkbar. Zudem bezeichnet tyrannus im spätantiken Sprachgebrauch einen Usurpator; es kann also sein, dass der namenlose Gewaltherrscher, den Gildas erwähnt und den man später mit Vortigern gleichsetzte, für sich herrscherliche (kaiserliche?) Befugnisse in Anspruch nahm und daher auch ein foedus abschließen konnte. Ein weiterer Punkt ist die Frage, ob sich Gildas’ Hinweis auf die „Ostseite der Insel“ auf Kent, East Anglia, Northumbria oder die ganze Ostküste Britanniens bezieht.
Gildas’ Text über die Rebellion der Sachsen könnte übrigens durchaus Teil eines Versuches sein, einen Bruch des foedus mit den Sachsen durch die romano-britische Aristokratie zu verschleiern. „Sie (die Sachsen) beschwerten sich, weil ihre monatliche Versorgung nicht vollständig geliefert wurde...“ (Gildas, Kap. 23). Eventuell hatten die sächsischen Söldner, nachdem sie die Gefahr durch die Pikten aus dem Norden abgewehrt hatten, keine Bedeutung mehr für die romano-britische Aristokratie, die daraufhin vielleicht versuchte, die foederati loszuwerden. Dies könnte die Meuterei der Krieger ausgelöst haben. Gildas’ Beschreibung des „Untergangs Britanniens“ wäre dann als ein nachträglicher Versuch zu lesen, die Schuld am militärisch-politischen Versagen Romano-Britanniens der barbarischen Wildheit der Sachsen und der Bosheit und Dummheit eines „Tyrannen“ zuzuschieben. Es ist aber auch denkbar, dass sich die sächsischen Krieger nach dem Tod des „Tyrannen“ nicht mehr an das alte foedus gebunden fühlten und eine Neuansetzung der annona forderten, die ihnen aber verweigert wurde.
Ob mit dem namenlosen „Tyrannen“, den Gildas in diesem Zusammenhang erwähnt, wirklich Vortigern gemeint ist, ist allerdings kaum endgültig zu klären. Der britische Historiker Guy Halsall zum Beispiel hat die Hypothese formuliert, Gildas habe sich mit dem tyrannus auf den Usurpator Magnus Maximus bezogen, der 383 von den römischen Truppen in Britannien zum Kaiser ausgerufen wurde und möglicherweise der erste gewesen sei, der Angeln und Sachsen als foederati angeworben habe. Vortigern wäre demnach eine spätere Erfindung. Ob sich Halsalls Position in der Forschung durchsetzen wird, bleibt abzuwarten.

## Beda Venerabilis
Der Erste, der Gildas’ Darlegung prüfte, war im frühen 8. Jahrhundert Beda Venerabilis, der bei modernen Forschern traditionell recht hoch angesehen ist. In seinen Werken Historia ecclesiastica gentis Anglorum und De temporum ratione paraphrasiert Beda meist Gildas’ Bericht, fügt aber einige Details hinzu, die aus anderen Quellen stammen müssen. Als vielleicht wichtigsten Zusatz gibt er den angeblichen Namen des „stolzen Tyrannen“ an, den er übrigens im Gegensatz zu Gildas als „König“ betrachtet. Zuerst bezeichnet er ihn in seiner Chronica maiora als Vertigernus und dann in seiner Historia ecclesiastica gentis Anglorum als Vurtigernus, beides lateinische Namensformen. Nach Ansicht mancher Forscher (siehe Traina 2009) verbirgt sich dahinter der keltische Ausdruck Gwrtheyrn, der in etwa mit „Oberherr“ zu übersetzen wäre: Trifft dies zu, so handelt es sich nicht um einen Namen, sondern um einen Titel.
Beda nennt als Datum der sächsischen Revolte zudem das Jahr 449 – „Markian wurde zum Kaiser gemacht mit Valentinian, und der 46. (Kaiser) seit Augustus regierte das Reich sieben Jahre“; an anderer Stelle gibt er hingegen leicht abweichend das Jahr 446/447 an (s. o.). Beide Daten stellen offenbar Ergebnisse von Approximationsrechnungen dar. Bedas zeitlicher Ansatz wurde zwar traditionell akzeptiert, wird aber seit dem späten 20. Jahrhundert – gerade unter Verweis auf die oben erwähnten gallischen Chroniken – auch in Frage gestellt.
Ferner bietet Beda weitere Information über die fremden Söldner, die Vortigern einlud: Er gibt ihren angeblichen Anführern Namen, Hengest und Horsa („Hengst“ und „Pferd“), und identifiziert ihre Stämme als Sachsen, Angeln und Jüten.

## Historia Brittonum
Die einem Mönch namens Nennius zugeschriebene Historia Brittonum entstand wahrscheinlich im frühen 9. Jahrhundert. Diese Quelle gibt den Namen Vortigerns in der altwalisischen Form Guorthigirn wieder. Sie liefert auch wesentlich mehr, allerdings größtenteils unhistorische Details über Vortigern und stellt ihn negativer als die beiden vorgenannten Quellen dar; er soll als der die Tragödie des Untergangs der Romano-Briten auslösende Bösewicht erscheinen.
Die Historia Brittonum berichtet zunächst, dass Vortigern die von Hengest und Horsa angeführten Sachsen, die von ihrer Heimat exiliert worden waren, huldvoll aufnahm, in Thanet ansiedelte und ihnen Nahrung und Kleider versprach, wenn sie ihm bei der Bekämpfung seiner Feinde helfen würden. Als sie schon eine größere Belastung waren, als das Land ertragen konnte, ermunterte er sie, noch mehr ihrer Landsleute nachholen zu lassen. Er verliebte sich in Hengests (hier noch namenlose) Tochter, die mit dem zweiten Heerhaufen hinüberkam. Um ihre Hand zu erhalten, übergab er den Sachsen das Königreich Kent. Dann ist in die Erzählung die Geschichte von der inzestuösen Heirat Vortigerns mit seiner eigenen Tochter eingeschoben, mit der er einen Sohn, Faustus, hatte, als dessen Vater er aber den heiligen Germanus auszugeben suchte. Letzterer zog Faustus auch auf.
In der Folge musste sich Vortigern an die Grenzen seines Königreichs zurückziehen und suchte sich auf dem Hügel Eryri (d. h. Dinas Emrys) in Nordwales eine Festung zu errichten, was aber auf mysteriöse Weise ständig misslang. Seine Zauberer erklärten ihm, dass er ein ohne Vater geborenes Kind finden, töten und dessen Blut auf das Fundament der Festung spritzen müsse. Ein solches Kind wurde gefunden, doch stellte es sich heraus, dass es Ambrosius (bzw. Emrys Wledig) war, der Vortigern nötigte, ihm die westlichen Provinzen Britanniens abzutreten und selbst Zuflucht im Norden zu suchen. Der in der ersten Hälfte des 12. Jahrhunderts schreibende Geoffrey von Monmouth nannte dieses Kind stattdessen Merlin.
Inzwischen kämpfte Vortigerns Sohn Vortimer laut der Historia Brittonum in vier in Kent ausgetragenen Schlachten gegen Hengests Sachsen und konnte sie schließlich gänzlich aus Britannien vertreiben. Diese hier präsentierte Darstellung des Kriegsverlaufs ist offenbar mit den in der Anglo-Saxon Chronicle geschilderten vier Schlachten zwischen Briten und Sachsen verwandt, doch erscheint in letzterer Quelle Vortimer nicht als Heerführer der Briten (s. u.).
Nach Vortimers Tod kehrten die Sachsen auf Vortigerns erneute Einladung zurück. Bald darauf musste Vortigern ihnen Essex und Sussex abtreten, nachdem sie bei einem Bankett heimtückisch 300 britischen Adlige getötet, aber Vortigern verschont hatten, um ebendieses Lösegeld zu erhalten. Vortigern floh dann mit seinen Frauen vor dem heiligen Germanus und fand schließlich den Tod durch ein vom Himmel fallendes Feuer, das Germanus durch seine Gebete herbeigeführt hatte. Allerdings bringt die Historia Brittonum noch zwei andere Versionen von Vortigerns Ende. Dann gibt sie noch die Namen von vier seiner Söhne an (Vortimer, Catigern, Pascent, Faustus) sowie genealogisches Material über seine Ahnen und Nachkommen. Demnach hieß Vortigerns Vater Vitalis und sein Großvater Vitalinus. Schließlich gibt es noch ein Kapitel mit chronologischen Berechnungen, die sich hauptsächlich um Vortigern und die Ankunft der Sachsen drehen.

## Säule von Eliseg
Auf einer fragmentarisch erhaltenen Inschrift der Säule von Eliseg, einem um 850 in Wales errichteten Steinkreuz, wird Vortigern in der altwalisischen Form seines Namens, Guarthi[gern], erwähnt (da die Säule heute beschädigt ist, fehlen die letzten Buchstaben des Namens). Es wird angenommen, dass er mit Gildas’ superbus tyrannus identisch ist. Über Guarthigern berichtet die Inschrift, er sei mit Sevira, einer Tochter des Magnus Maximus, verheiratet gewesen und Vorfahre des Fürstenhauses von Powys, das die Säule errichten ließ. Die Historia Brittonum  (Kapitel 35) behauptet dagegen, diese Dynastie hätte von einem Knecht namens Cadell Deyrnllug abgestammt, dem vom heiligen Germanus die Herrschaft über Powys übergeben worden sei.

## Anglo-Saxon Chronicle
Die Darstellung in der in ihrer ältesten überlieferten Form gegen Ende des 9. Jahrhunderts verfassten Anglo-Saxon Chronicle stützt sich teilweise auf Beda. Wie dieser berichtet die Chronik, dass Sachsen, Jüten und Angeln 449 unter Führung der Brüder Hengest und Horsa auf Einladung Vortigerns (hier Wyrtgeorn genannt) nach Britannien kamen; als ihr Landungsplatz wird Ypwinesfleot angegeben, das mit Ebbsfleet bei Ramsgate in Kent gleichgesetzt wird. Gegen Gewährung von Land im Südosten der Insel sollten sie die Pikten bekämpfen, wandten sich dann aber gegen die Briten. In der Folge liefert die Chronik Daten und Orte von vier Schlachten, welche die germanischen Neuankömmlinge gegen die Briten in der historischen Grafschaft Kent schlugen. Vortigern soll nur in der ersten Schlacht der Anführer der Briten gewesen sein, die 455 bei Agælesþrep (vielleicht das heutige Aylesford) stattgefunden habe und in der Horsa gefallen sei. Die Gegner von Hengest und seinem Sohn Æsc in den drei nächsten Treffen werden abwechselnd „Briten“ und „Waliser“ genannt – was nicht unüblich für diesen Teil der Chronik ist. Hengest sei in diesen letzten drei Schlachten stets siegreich geblieben. Vortigern wird nach 455 in der Chronik nicht mehr erwähnt.

## Geoffrey von Monmouth
Es war dann Geoffrey von Monmouth, der in seiner 1136 verfassten Historia regum Britanniae die Geschichte von Vortigern in ihre bekannteste Form brachte. Nach seiner Darstellung übernahm der Londoner Erzbischof Guithelinus die Verteidigung Britanniens nach dem Abzug der Römer. Der Name dieses Prälaten gleicht jenem von Vitalinus, der in der Historia Brittonum als Vorfahre Vortigerns erwähnt wird. Ähnlich wie Gildas und die ihm folgenden Autoren es von Vortigern berichten, so holte laut Geoffrey auch Guithelinus festländische Söldner nach Britannien, die er in der Bretagne anwarb. Von dort holte er auch den adligen Constantinus, der König der Briten (und Großvater des legendären Königs Artus) wurde. Nach Constantinus’ Ermordung machte Vortigern, der von Geoffrey nun erstmals erwähnt wird und hier als consul Gewisseorum (Herrscher von Gwent oder Wessex) erscheint, Constantinus’ Sohn Constans, einen Mönch, zum Marionettenkönig. Später stiftete Vortigern eine Gruppe von Pikten an, Constans zu ermorden, woraufhin er selbst auch offiziell die Macht übernehmen konnte.
In der Beschreibung der angelsächsischen Eroberung Britanniens folgt Geoffrey im Wesentlichen der Historia Brittonum, ist dabei aber ausführlicher. Demnach holte Vortigern Hengest und dessen Krieger nach Britannien, heiratete Hengests Tochter, die laut Geoffrey Rowen (auch Ronwen, Renwein u. ä.) geheißen habe, und übertrug Hengest die Grafschaft Kent. Aus Ärger darüber revoltierten die Briten und selbst Vortigerns Söhne, von denen nun Vortimer an die Macht kam und die Sachsen bekämpfte. Im Gegensatz zur Darstellung der Historia Brittonum starb Vortimer laut Geoffrey durch eine von seiner Stiefmutter Rowen herbeigeführte Vergiftung. Vortigern kam nach dem Tod Vortimers wieder auf den Thron. Die Sachsen ermordeten dann verräterisch zahlreiche britische Adlige; dieses Ereignis lokalisiert Geoffrey in Amesbury. Daraufhin suchte sich Vortigern vergeblich eine Festung zu bauen, und es folgt die Wundererzählung vom vaterlosen Kind, dessen Blut nach dem Rat der Magier auf das Fundament der Festung gesprengt werden müsse, um ihren Bau zu ermöglichen. Das zu diesem Zweck herbeigeschaffte, Prophezeiungen von sich gebende Kind heißt bei Geoffrey Merlin. In der Folge musste Vortigern fliehen und wurde von Aurelius Ambrosius, einem weiteren Sohn des Constantinus, in seiner Burg Genoreu belagert. Er kam bei der von Ambrosius angeordneten Niederbrennung seiner Burg um, so dass die frühere Thronfolgeordnung wiederhergestellt war.

## Wace und weitere Artusliteratur
Nach Geoffrey nahm sich Wace des Materials an und fügte Weiteres über Vortigern hinzu. Dieser erscheint aber nur selten in den späteren Erzählungen der Artussage, u. a. in der Estoire de Merlin (Kapitel 2–5) des Lancelot-Gral-Zyklus. In die deutsche Artusliteratur fand Vortigern keinen Eingang.

## Randnotiz
John Henry Ireland, ein notorischer Fälscher von Shakespeares Manuskripten, behauptete, ein verlorenes Stück von ihm wiedergefunden zu haben, betitelt Vortigern und Rowena, das am 2. April 1796 am Drury Lane Theatre aufgeführt wurde. Aber schon die Uraufführung ging im Gelächter des Publikums und der Schauspieler unter.